# Trema (ort)
Trema är en ort i Kroatien.   Den ligger i länet Koprivnica-Križevcis län, i den nordöstra delen av landet, 50 km öster om huvudstaden Zagreb. Trema ligger 193 meter över havet och antalet invånare är 807.
Terrängen runt Trema är huvudsakligen platt. Trema ligger uppe på en höjd. Runt Trema är det ganska glesbefolkat, med 22 invånare per kvadratkilometer. Närmaste större samhälle är Križevci, 8,4 km nordväst om Trema. Omgivningarna runt Trema är en mosaik av jordbruksmark och naturlig växtlighet.